# Sandra Marks
Sandra Marks (* 23. August 1969) ist eine deutsche Juristin. Sie ist seit Juli 2023 Richterin am Bundesgerichtshof.

## Leben und Wirken
Marks trat nach dem Abschluss ihrer juristischen Ausbildung im Oktober 1996 in den höheren Justizdienst des Landes Brandenburg ein und war zunächst bei dem Landgericht Frankfurt (Oder), dem Amtsgericht Bad Freienwalde, dem Amtsgericht Bernau und dem Amtsgericht Neuruppin eingesetzt. Im Juni 2001 wurde sie bei dem Landgericht Neuruppin zur Richterin am Landgericht ernannt. Von Januar bis September 2009 erfolgte ihre Abordnung an das Brandenburgische Oberlandesgericht. Seit Ende Mai 2013 war sie Vorsitzende Richterin bei dem Landgericht Neuruppin.
Mit der Ernennung zur Richterin am Bundesgerichtshof am 3. Juli 2023 wies das Präsidium Marks dem 4. Strafsenat zu, der vornehmlich für die Revisionen in Strafsachen aus den Bezirken der Oberlandesgerichte Hamm und Zweibrücken sowie bundesweit für die Revisionen in Verkehrsstrafsachen zuständig ist. 